# Sarrià-Sant Gervasi
Sarrià-Sant Gervasi är ett distrikt i Barcelona. Den är belägen i utkanten av Barcelona och utgörs till stor del av berg. Här ligger bland annat Barcelonas högsta punkt, berget Tibidabo (512 m ö.h.). I Sarrià ligger även CosmoCaixa som är ett av Barcelonas mest besökta museer.
Sarrià-Sant Gervasi är Barcelonas distrikt nummer 5 och indelat i sex olika delområden (barris, stadsdelar).

## Delområden
De sex olika stadsdelarna i distriktet är följande:
- Les Tres Torres
- Putget i Farró
- Sant Gervasi–Galvany
- Sant Gervasi–La Bonanova
- Sarrià
- Vallvidrera, el Tibidabo i les Planes